# Kanton Nantes-10
Kanton Nantes-10 (fr. Canton de Nantes-10) je francouzský kanton v departementu Loire-Atlantique v regionu Pays de la Loire. Tvoří ho pouze část města Nantes a obec Saint-Sébastien-sur-Loire.